# Sceloenopla decens
Sceloenopla decens es una especie de insecto coleóptero de la familia Chrysomelidae. Fue descrita científicamente en 1913 por Weise.